# Al-Sālimī
Nūr al-Dīn ʿAbd Allāh bin Ḥumayd al-Sālimī (in arabo نور الدين عبد الاه بن حميدالسالمي‎?; Ḥawqayn, 1869-70 – lungo la strada per al-Ḥamrāʾ, 1914) è stato uno storico e teologo omanita.

## Biografia
Storico e teologo ibadita dell'Oman, Nūr al-Dīn ʿAbd Allāh bin Ḥumayd al-Sālimī nacque a Ḥawqayn (presso Rustaq). Pur divenuto cieco all'età di dodici anni, partecipò in prima persona alle lotte intestine contribuendo attivamente alla rinascita dell'Imamato all'epoca in cui era Imam Sālim bin Rāshid al-Kharūṣī (1884-1920). Insegnante in una madrasa era seguito da studenti provenienti da tante regioni del mondo arabo attirati dalla sua personalità e dalla sua erudizione.
La sua attività di studioso si riflette nelle numerose opere di storia e di teologia ibadita da lui compilate. Si tratta di opere, spesso costituite da più volumi, dedicate a diversi ambiti scientifici, dalla religione alla giurisprudenza, dalla lingua araba alla storia. La sua opera storica principale è la Tuḥfat al-Aʿyān bi-sīrah ahl ʿUmān. Si tratta di un'opera fondamentale per la conoscenza della storia dell'Oman. Infatti tratta delle vicende dell'Oman dalle origini fino alla sua epoca, ricca di informazioni tratte da fonti precedenti per le epoche più antiche e dalla sua esperienza diretta per l'epoca a lui contemporanea. 
Il figlio di al-Salimi, Muhammad, nella sua opera Nahḍa al-aʿyān bi-ḥurriyyat ʿUmān, che è la prosecuzione della storia omanita fino al 1954, ha inserito anche una biografia dettagliata del padre.
Morì nel 1913 cadendo dall'asino che lo portava ad al-Ḥamrāʾ dove si stava recando per visitare il suo vecchio maestro Mājid bin Khāmis al-ʿAbrī. Fu inumato a Tanūf.